# Agencia de Estados Unidos para el Desarrollo Internacional
La Agencia de los Estados Unidos para el Desarrollo Internacional (en inglés: United States Agency for International Development; USAID) fue una agencia estadounidense independiente encargada de distribuir la mayor parte de la ayuda exterior de carácter no-militar, cooperando con los países receptores en las áreas económica, agrícola, sanitaria, política y humanitaria. Fue creada en el año 1961, unificando diversas organizaciones y programas de asistencia exterior de los Estados Unidos. En 2025 fue disuelta por la segunda administración Trump. 

## Historia
Para finales del siglo XIX, la comprensión que los países industrializados como EE. UU., podían proporcionar asistencia técnica a los esfuerzos de desarrollo de otros países se difundió gradualmente por aquellos años, lo que llevó a un número sustancial de visitas de expertos técnicos estadounidenses a otros países, generalmente con el apoyo oficial del gobierno de EE. UU., incluso cuando las misiones no eran oficiales. Sin embargo, las misiones técnicas de EE. UU. no formaban parte de un programa sistemático apoyado por el gobierno. Entre las dos guerras mundiales, la asistencia estadounidense a los países de bajos ingresos fue a menudo una iniciativa privada, que incluía el trabajo de fundaciones privadas como la Fundación Rockefeller y la Fundación del Cercano Oriente. La Fundación Rockefeller, por ejemplo, ayudó al mejoramiento de variedades de maíz y trigo en América Latina y apoyó iniciativas de salud pública en Asia.

### Rumbo a la institucionalización de la ayuda exterior de los EE.UU.
El inicio de la Segunda Guerra Mundial estimuló al gobierno de los EE. UU. a crear lo que resultaron ser programas de ayuda exterior permanentes y sostenidos que evolucionaron hasta convertirse en la USAID. La asistencia al desarrollo de los EE. UU. se centró inicialmente en América Latina. Como los países de la región solicitaban regularmente la asistencia de expertos a los departamentos del gabinete de los Estados Unidos, en 1938 se creó un Comité Interdepartamental de Cooperación con las Repúblicas Americanas, presidido por el Departamento de Estado, para garantizar respuestas sistemáticas. En esta dirección, para 1941, se creó la Oficina del Coordinador de Asuntos Interamericanos (CIAA), siendo el primer intento de asumir de forma activa la programación de ayuda exterior con Nelson Rockefeller a la cabeza de dicha institución. Los 1400 empleados de la CIAA proporcionaron asistencia técnica en América Central y del Sur para la estabilización económica, el suministro de alimentos, la salud y el saneamiento. La Oficina de Relaciones Agrícolas Exteriores (OFAR) del Departamento de Agricultura de los Estados Unidos también comenzó durante la guerra a ayudar a los países latinoamericanos en la producción de alimentos. Los beneficios para Estados Unidos incluyeron el desarrollo de fuentes de materias primas que se habían visto interrumpidas por la guerra.
El enfoque operativo de la CIAA estableció el modelo para la asistencia técnica posterior del gobierno de los EE. UU. en los países en desarrollo, incluida en última instancia la USAID.[cita requerida]
En cada país, un programa que comprendía un grupo de proyectos en un sector determinado (salud, suministro de alimentos o escuelas) era planificado e implementado conjuntamente por personal estadounidense y local que trabajaba en una oficina ubicada en el propio país en desarrollo. En el caso de la CIAA, las oficinas se llamaban "servicios".[cita requerida]
Tras el fin de la guerra en 1945, la CIAA fue transferida al Departamento de Estado de EE. UU.. Basándose en las evaluaciones positivas de los embajadores de Estados Unidos en América Latina, el Departamento de Estado logró obtener la autorización del Congreso para extender la CIAA, inicialmente hasta 1950 y luego hasta 1955. La OFAR siguió funcionando por separado hasta 1954 y la Ley Smith-Mundt de 1948 también apoyó la asistencia técnica en agricultura.

### El "Punto Cuatro"
En enero de 1949, el presidente Truman, en respuesta al asesoramiento del personal que había trabajado con la CIAA,[cita requerida] propuso una versión globalizada del programa como el cuarto elemento de su política exterior general: el "Punto Cuatro".[cita requerida]
El objetivo del programa era proporcionar conocimientos técnicos para ayudar al crecimiento de los países subdesarrollados de todo el mundo. Después de un largo debate, el Congreso aprobó el Punto Cuatro en 1950  y en septiembre de 1950 se creó la Administración de Cooperación Técnica (TCA) dentro del Departamento de Estado para administrarlo.[cita requerida]
Tras un intento inicial de funcionar en el modo del antiguo Comité Interdepartamental y de limitarse a coordinar los programas de otras agencias (como la CIAA), la TCA adoptó un mecanismo de implementación integrado en noviembre de 1951.[cita requerida]
En un enfoque que se amplió considerablemente después de 1953, algunos de los primeros proyectos de asistencia técnica fueron implementados por universidades estadounidenses bajo contrato con la TCA. En algunos casos, el personal de proyectos de la universidad ayudó a realizar funciones administrativas en misiones de la TCA que estaban en proceso de creación.[cita requerida]

### Maduración de la ayuda exterior
En 1953, el gobierno del presidente Dwight D. Eisenhower asumió el poder. El partido del presidente, que había estado fuera de la Casa Blanca desde 1933, adoptó una visión crítica de las políticas de los gobiernos anteriores, incluidas tanto las políticas globalizadoras de la década de 1940 como las iniciativas del New Deal de la década de 1930.[cita requerida]
Un objetivo general de la nueva administración era administrar el gobierno de manera eficiente y reducir el gasto.[cita requerida]
Mientras que la asistencia técnica de la TCA a los países en desarrollo era una partida presupuestaria pequeña y se consideraba un programa de largo plazo (aunque se asignaban nuevos fondos anualmente), la "asistencia económica" se consideraba una medida inherentemente de corto plazo. En lugar de la asistencia económica estadounidense, la administración de Eisenhower propuso que los aliados de Estados Unidos se financiaran cada vez más a través de sus propias exportaciones: en otras palabras, a través del "comercio, no de ayuda".[cita requerida]
Con respecto a la asistencia financiera a los países en desarrollo, se mantuvo la política de que debería ser proporcionada principalmente por el Banco de Exportación e Importación de Estados Unidos y por el Banco Mundial, y que debería estar disponible sólo en términos comerciales y principalmente para financiar la inversión privada.
Para administrar la ayuda exterior de manera más eficiente, el presidente Eisenhower integró la gestión en una sola agencia, la recién creada Administración de Operaciones Extranjeras (FOA).  La Agencia de Seguridad Mutua (MSA), la TCA (que había estado bajo la dirección de la MSA) y la CIAA (que había sido parte de la TCA) fueron abolidas en agosto de 1953 y sus oficinas en los países se convirtieron en "Misiones de Operaciones de los Estados Unidos" (USOM) bajo la FOA. El presidente ordenó a otras agencias del gobierno de los EE. UU. que pusieran su asistencia técnica en los países en desarrollo también bajo la gestión de la FOA. El USDA en particular transfirió los programas de la OFAR a la FOA, al tiempo que reconstituyó el Servicio Agrícola Exterior para la tarea de construir mercados globales para los productos agrícolas estadounidenses.[cita requerida]
Para implementar la decisión del Congreso de agosto de 1954 de que la asistencia técnica para los países en desarrollo debía volver a estar bajo la jurisdicción del Departamento de Estado, el presidente Eisenhower abolió la FOA en mayo de 1955 y creó la nueva Administración de Cooperación Internacional (ICA) en el Departamento de Estado. Esto separó la asistencia para el desarrollo de la asistencia militar.[cita requerida]
Debido a que algunas voces se mantenían opuestas a la dirección de las decisiones tomadas y a la falta de consenso, el presidente Eisenhower y el Congreso realizaron en 1956 varios estudios para dar una base más sólida a la política de ayuda exterior que fue entregado principalmente a principios de 1957. La visión general que surgió fue que la asistencia sostenida para el desarrollo tendría beneficios a largo plazo para la posición de los Estados Unidos en el mundo y, más específicamente, que los países en desarrollo necesitaban una asistencia financiera sustancial en forma de préstamos a bajo interés.[cita requerida]
Los países en desarrollo necesitaban particularmente una financiación más blanda para invertir en sistemas de salud pública, escuelas e infraestructura económica, para los cuales los préstamos comerciales "duros" no eran adecuados.[cita requerida]
Como resultado, en agosto de 1957 se creó el Fondo de Préstamos para el Desarrollo (DLF). El DLF financió en gran medida infraestructuras (como ferrocarriles, carreteras y plantas de energía), fábricas y agricultura con préstamos cuyas condiciones eran relativamente "blandas" en el sentido de cobrar tasas de interés más bajas que los niveles comerciales y ser reembolsables en moneda local en lugar de dólares estadounidenses.[cita requerida]
Algunos proyectos se financiaron mediante una combinación de un préstamo blando del DLF y un préstamo más duro del Banco Mundial.

### Creación de la USAID
A finales de los años 50, el impulso a favor de la ayuda al desarrollo obtuvo el apoyo del senador John F. Kennedy (JFK), que se preparaba para ser candidato a la presidencia. En 1957, JFK propuso, en colaboración bipartidista con el senador John Sherman Cooper (ex embajador de los EE. UU. en la India), una importante expansión del apoyo económico estadounidense a la India. Además, apoyó la idea de un Cuerpo de Paz que estaba en desarrollo gracias a las iniciativas del senador Humphrey, el representante Reuss y el senador Neuberger.[cita requerida]
Tras su toma de posesión como presidente el 20 de enero de 1961, JFK creó el Cuerpo de Paz mediante una Orden Ejecutiva el 1 de marzo de 1961. El 22 de marzo envió un mensaje especial al Congreso sobre la ayuda exterior, afirmando que la década de 1960 debería ser una "Década del Desarrollo" y proponiendo unificar la administración de la ayuda al desarrollo de los Estados Unidos en una sola agencia. En mayo envió al Congreso una propuesta de "Ley para el Desarrollo Internacional" y la "Ley de Asistencia Exterior" resultante fue aprobada en septiembre, derogando la Ley de Seguridad Mutua.[cita requerida]
En noviembre, el presidente Kennedy firmó la ley y emitió una Orden Ejecutiva encargando al Secretario de Estado la creación, dentro del Departamento de Estado, de la "Agencia para el Desarrollo Internacional" (o AID: posteriormente rebautizada como USAID), como sucesora tanto de la ICA como del Fondo de Préstamos para el Desarrollo. Con estas medidas, Estados Unidos creó una agencia permanente que funciona con autonomía administrativa bajo la orientación política del Departamento de Estado para implementar, a través de misiones residentes en el terreno, un programa global de asistencia técnica y financiera para el desarrollo de los países de bajos ingresos. Esta estructura ha continuado hasta la fecha.[cita requerida]

### Posible cierre

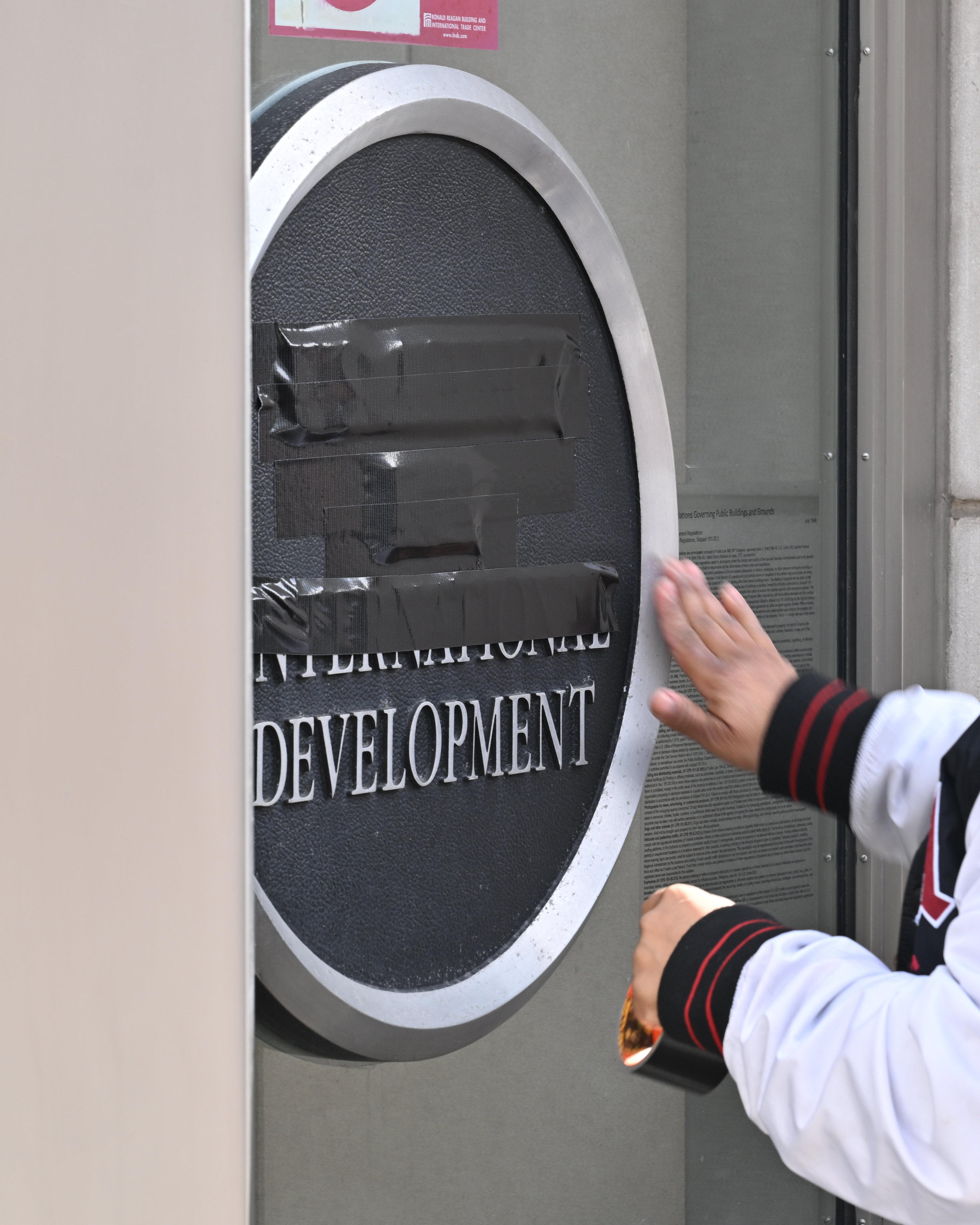
Cubriendo con cinta adhesiva un cartel de USAID en el Edificio Ronald Reagan en Washington D. C., el 7 de febrero de 2025.

En 2024, el Inspector General de USAID inició una investigación sobre Starlink, operado por Musk; esto generó preocupaciones sobre un posible conflicto de intereses debido a su papel en la reducción de la agencia.
En 2025, fuentes internas de la administración de Donald Trump afirmaron que el presidente había ordenado el cierre de la agencia. Un juez federal detuvo una de las primeras órdenes y el desalojo de miles de empleados.
El 20 de enero de 2025, el presidente Donald Trump, a través de una orden ejecutiva, ordenó una congelación total de la ayuda exterior. Días después, el Secretario de Estado Marco Rubio emitió una exención para la ayuda humanitaria. A pesar de la exención, persistió la confusión sobre cómo debían actuar las agencias. Más de 1,000 empleados y contratistas de USAID fueron despedidos o suspendidos tras la congelación casi total de la asistencia global de EE. UU. implementada por la segunda administración de Trump. Matt Hopson, jefe de gabinete de USAID designado por la administración de Trump, renunció.
El 1 de febrero de 2025, el sitio web y las redes sociales oficiales de USAID fueron desactivadas. El 2 de febrero de 2025, Elon Musk, quien ha estado ejecutando parte de la agenda de reducción de costos de Trump, anunció que él y Trump estaban en proceso de cerrar USAID, calificándola de "organización criminal" y "más allá de cualquier reparación". El 3 de febrero, Marco Rubio anunció que había sido nombrado Administrador Interino de USAID por Trump y que la agencia sería fusionada con el Departamento de Estado de los Estados Unidos.
El 4 de febrero de 2025, se anunció que a las 11:59 p. m. (EST) del 7 de febrero, todo el personal de contratación directa de USAID sería puesto en licencia administrativa a nivel global, salvo aquellos designados para funciones críticas. Para la noche del 6 de febrero, surgieron informes de que solo 294 empleados serían retenidos, de un total de más de 10,000.
El 6 de febrero, la American Foreign Service Association y la American Federation of Government Employees presentaron una demanda en la Corte del Distrito de Columbia solicitando una orden de restricción temporal contra la administración, argumentando que violaba la separación de poderes, la Cláusula de Cumplimiento de la Constitución y la Ley de Procedimiento Administrativo. Al día siguiente, el juez federal Carl Nichols emitió una orden de restricción temporal, deteniendo la eliminación acelerada de trabajadores. Sin embargo, el 21 de febrero el juez no renovó la medida cautelar, lo que significó el despido masivo del personal en Washington y la puesta del personal estadounidense en las misiones en licencia administrativa a partir del 23 de febrero a las 11:59 p.m. (EST). El 26 de febrero de 2025, se cancelaron la mayoría de los programas, quedando sólo alrededor de 500 subvenciones relacionadas con asistencia humanitaria de emergencia. El 28 de marzo de 2025 a través de una Notificación Congresional se conoció que USAID transferiría los programas sobrevivientes al Departamento de Estado a más tardar el 1 de julio de 2025, todas las misiones al rededor del mundo serían cerradas antes del 15 de agosto y el personal estadounidense en las misiones recibió su notificación de despido masivo, mientras que el personal local de las misiones fue notificado de su despido masivo el 9 de abril.
En julio de 2025, la administración de Donald Trump anunció el cierre definitivo de USAID.

## Por país

### Ecuador
El gobierno de Rafael Correa desde el 28 de junio de 2012 analizó las repercusiones de la expulsión definitiva de la Agencia de Estados Unidos para el Desarrollo Internacional (USAID) del país. Posteriormente, la Agencia volvió a ser recibida, debido a la ayuda que se necesitaba, por el Terremoto de Ecuador de 2016.[cita requerida]

### Bolivia
En 2008, la unión de cocaleros, en colaboración con el presidente boliviano Evo Morales expulsaron a 100 empleados y contratistas de USAID que trabajaban en la región de Chapare, alegando frustración contra los Estados Unidos. Desde 1998 hasta el 2003, los campesinos bolivianos recibieron ayuda de la USAID para sembrar cualquier tipo de cultivos siempre y cuando los granjeros se deshicieran de toda su coca, de acuerdo a la Red Andina de Información (AIN), éstas y otras reglas impuestas por la USAID irritaron a las personas, tales como que las regiones se declararan "zonas libres de terrorismo" (como requieren las leyes de Estados Unidos). Katheryn Ledebur, directora de la organización mencionó "Erradiquen toda su coca y luego hagan crecer un árbol de naranjas el cual les dará frutos dentro de ocho años, ¿pero no tienen nada que comer mientras esperan? una mala idea [...] No creo que un sentimiento antiestadunidense haya llevado a la expulsión de USAID, sino el rechazo a malos programas".[cita requerida]
En el día del trabajador del año 2013, Evo Morales expulsa a la USAID de Bolivia, luego de que la agencia hubiera operado desde 1964 en dicho país. El presidente mencionó en su discurso desde la Plaza de Armas de La Paz: "Hemos decidido expulsar a USAID de Bolivia, se va USAID de Bolivia" acusando a la organización de conspirar contra el gobierno, según dijo el presidente en una entrevista exclusiva con Eva Golinger.

### Perú
En Perú, iniciaba operaciones desde 1961 hasta su reestructuración en 2025. Durante el mandato del presidente Alberto Fujimori (1995-2000) se inició un programa de planificación familiar, que posteriormente fue acusado de fomentar actos de esterilización forzada. Según el Ministerio de Salud del Perú, en ese período se esterilizaron 331 600 mujeres y 25 590 hombres. Según algunas fuentes, la USAID junto con la UNFAPA apoyaban financieramente el programa, aunque otras indican que la organización no sabía que el dinero estaba siendo utilizado para dicho proyecto.
Tras la caída de Fujimori, la organización participó en iniciativas sociales bajo la supervisión de la APCI. Desde el 2001 hasta su suspensión se destinó más de 2000 millones de dólares. Destacó por su enfoque económico en el desarrollo agrícola alternativo, así como uno los principales financistas de la Comisión de la Verdad y Reconciliación (CVR).
En 2024, se destinó 60 millones a la versión local de la USAID. Posteriormente, se reveló que se destinaron 111 millones de los casi 1700 millones de América Latina, siendo uno de los países a los que más se destinó. Gran parte de ese dinero se destinó a promocionar la industria del cacao.
En 2025, el partido político Renovación Popular solicitó al Congreso de la República una comisión para investigar el desvío de fondos de la agencia por parte de las organizaciones. Esto coincidió con el escándalo del «cómic trans» financiado por la agencia, una noticia falsa compartida por una portavoz de Donald Trump que se basó en una publicación protagonizada por un estudiante de la comunidad LGBT que recurrió a Kuychi, el dios del arcoíris en la mitología incaica. Esta recibió el sello de la Embajada de Estados Unidos como parte del Programa de Intercambio Educativo y Cultural.

### Fundación Nacional para la Democracia
La agencia ha sido criticada por grupos de izquierda debido a que, al igual que en el caso de la Fundación Nacional para la Democracia, se le acusa de trabajar en colaboración con la CIA o de realizar actividades perjudiciales a gobiernos no alineados con las políticas de Estados Unidos. Las autoridades del organismo han reconocido su apoyo a fuerzas políticas opositoras en ciertos gobiernos de América Latina, lo que algunos interpretan como una injerencia e intento de desestabilización.
Durante las elecciones de 2024, los empleados de USAID donaron, a nivel individual, $377.000 al partido Demócrata y $12.700 al partido Republicano.